# 鑲紋環蛺蝶

鑲紋環蛺蝶（學名：Neptis philyroides），又名楚南三線蝶、朝鮮環蛺蝶、韓國三線蝶。

## 描述
本種為中型蛺蝶，雌雄外觀相似，二型性不明顯。
體色與體態：
體背黑褐，有金屬光澤；腹側白色。頭部黑褐，口器褐色，下唇鬚白色、背面黑褐。觸角末端略膨。胸背褐色，腹白。足白帶褐，雄蝶前足跗節癒合呈針狀，具毛；雌蝶跗節分節、有爪、無毛。
翅形與花紋：
- 前翅長29-33 mm，外型寬大、近三角形，前緣直，外緣微凸，翅頂鈍；中室具一明顯白條延伸至M2室末端。翅背底色黑褐，具黃白色條斑，中央白斑列分三群（前3–4枚，中2枚，後2枚），亞前緣有2小白斑，亞外緣另有一列白斑。
- 後翅扇形近圓，外緣略鋸齒狀，具兩道白色帶紋：內帶寬直、兩端膨大，外帶由短條組成，翅脈處呈切割感；亞外緣另有白色斷線列。

翅腹面為淺赭黃色或黃褐色，白色斑紋與背面相應，常鑲暗褐邊；後翅內外帶間有一灰或暗色細線，基部有淺色小斑。前後翅亞外緣皆具斷續白線紋。
性標與緣毛：雄蝶後翅背面前緣有灰色特化鱗構成之性標；雌蝶無性標。緣毛黑白相間。

## 鑑別
本種與共域的槭環蛺蝶相似，但可從以下特徵區分：
- 前翅前緣中央附近有兩枚白色小斑點（槭環蛺蝶無）。
- 翅腹面白色斑紋具黑褐色邊（槭環蛺蝶無）。
- (後翅腹面兩條白帶之間有細線紋（槭環蛺蝶無）。[1]

## 分佈
分布於俄羅斯遠東、朝鮮半島、華中至華東及臺灣；臺灣僅見於本島中海拔山區。

## 棲地
棲息於常綠闊葉林，一年一代，成蝶夏季活動，會訪花並吸食腐敗物與水分；幼蟲以樺木科的阿里山千金榆及蘭邯千金榆葉片為食，並以休眠幼蟲越冬。